# Saint-Eustache (Kanada)
Saint-Eustache – miasto w Kanadzie, w prowincji Quebec, w regionie Laurentides i MRC Deux-Montagnes. Jest to 23. największe miasto Quebecu. 14 grudnia 1837 roku stoczyła się tutaj bitwa pod Saint-Eustache, decydująca bitwa rebelii patriotycznej w Dolnej Kanadzie, która ostatecznie doprowadziła do porażki rebeliantów.
Liczba mieszkańców Saint-Eustache wynosi 42 062. Język francuski jest językiem ojczystym dla 93,0%, angielski dla 3,5% mieszkańców (2006).

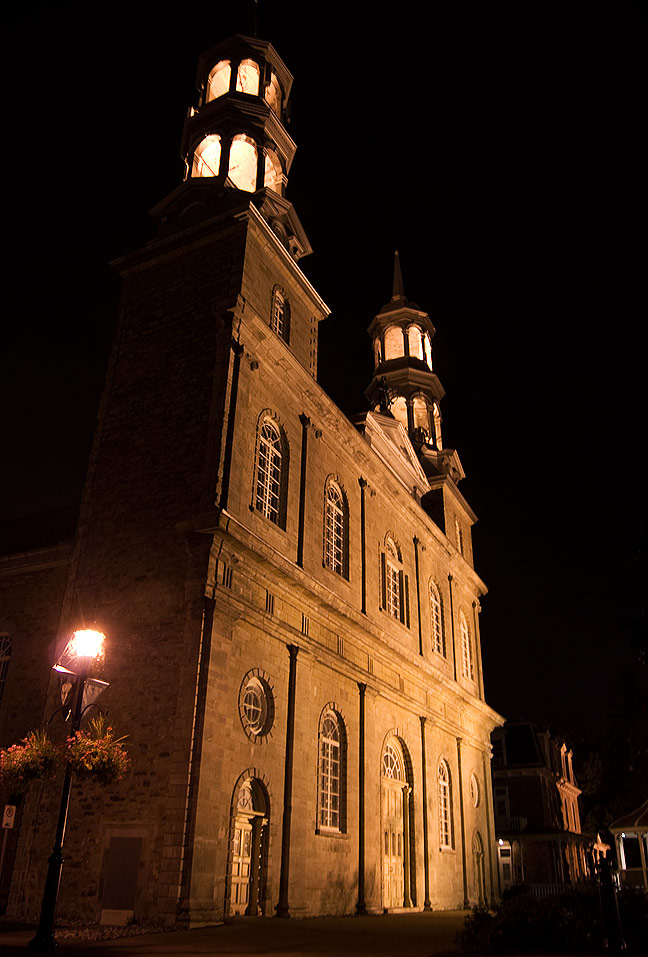
Kościół w Saint-Eustache, ostatni punkt oporu powstańców w czasie bitwy pod Saint-Eustache